# Tichu
Tichu [ˈtiçʊ] ist ein Kartenspiel, bei dem vier Spieler paarweise „über Kreuz“ miteinander spielen. Bei einer Tichupartie, die immer aus mehreren Einzelspielen besteht, versuchen die Kontrahenten möglichst wertvolle Karten in ihren Stichen einzufangen und durch erfolgreiche Spielansagen – bei denen es darum geht, als Erster alle seine Karten loszuwerden – das Spielziel von 1000 Punkten vor der Gegenpartei zu erreichen.

## Herkunft
Tichu wurde von Urs Hostettler kreiert und 1991 vom Fata Morgana Spieleverlag in der Schweiz veröffentlicht. Tichu hat Ähnlichkeiten mit den vor allem in ostasiatischen Ländern verbreiteten Familie der Climbing Games wie Zheng Fen, Zheng Shangyou oder Choh Dai Di, unterscheidet sich von diesen aber durch tichu-typische Elemente wie das „Schupfen“ oder den Hund. Wenn man der humorvoll verfassten Spielregel glauben will, dann ist Tichu eine in der Gegend von Nanjing gespielte lokale Variante.
Spiele wie Tichu werden in China mit einem normalen französischen Blatt (52 Karten: 2 bis 10, Bube, Dame, König, Ass in vier Farben) gespielt. Für die hier erhältliche Ausgabe ließ der Fata-Morgana-Verlag neue Karten mit chinesischen Motiven designen. Im Zuge dieser Veränderungen blieben noch weitere typische Eigenschaften auf der Strecke: Während in chinesischen Spielen meist die 2 die höchste Karte ist, wurde die Kartenreihenfolge europäischen Gewohnheiten entsprechend mit der 2 als niedrigster und dem Ass als höchster Karte verändert, und für die im Originalspiel wahrscheinlich den Dreien (bzw. den Jokern?) zugeordneten Sonderfunktionen wurden vier zusätzliche Sonderkarten (Drache, Phönix, Hund und Mah Jong) eingeführt, so dass das hier bekannte Spiel nun aus 56 Karten besteht. Erhalten blieben aber die den Karten zugeordneten, für diese Familie von Spielen typischen Punktwerte: je 10 Punkte für 10en und Könige, und je 5 Punkte für die 5en – also insgesamt 100 Punkte im Spiel.
Ein Running Gag der Originalspielregel entsteht aus der Unsicherheit über die korrekte Bezeichnung von Tichuspielern („Tichant“? „Tichurent“?). Aus diesem Scherz entwickelte sich der Brauch, jährlich den Sieger der Deutschen Meisterschaft in Würzburg (ab 2025 in Düsseldorf) einen für den Zeitraum seiner Meisterschaft verbindlichen Begriff festlegen zu lassen.
Das Wort „Tichu“ ist wohl nicht der chinesische Name des Spiels, sondern nur die ungefähre lautmalerische Wiedergabe eines Wortes, das einem ausländischen Zuschauer immer wieder auffällt – so, wie auch in einer Schafkopfrunde öfter „Solo“ als „Schafkopf“ gesagt wird. Es könnte von „Di Huo“ kommen, das auch im Spiel Mah-Jongg eine besonders günstige Spielsituation bezeichnet.

## Das Spiel

### Verteilen der Karten
Wer das vorangegangene Spiel gewonnen hat (das heißt, wer als Erster alle Karten losgeworden ist – was nicht unbedingt mit dem Erzielen der meisten Punkte gleichbedeutend ist) mischt die Karten, lässt abheben und legt den Kartenstapel in die Mitte. Beginnend beim Mischer ziehen die Spieler reihum einzeln Karten, bis der Stapel aufgebraucht ist und jeder 14 Karten in der Hand hält. Das Spiel und auch bereits das Ziehen verlaufen entgegen dem Uhrzeigersinn – hierin unterscheiden sich die Schweizer und chinesischen Gewohnheiten von den deutschen.

### Das „Schupfen“
Danach tauscht jeder Spieler mit jedem eine Karte: Man sucht für jeden der drei Mitspieler eine Karte aus und legt diese nebeneinander verdeckt vor sich auf den Tisch. Wenn jeder Spieler drei Karten vor sich liegen hat, wird getauscht: Die mittlere Karte geht an den Partner, die beiden äußeren an den linken bzw. rechten Gegner. Es ist üblich, seinem Partner eine gute Karte zu schupfen und seinen Gegenspielern jeweils eine schlechte. Man muss nicht die beste Karte oder die schlechtesten Handkarten abgeben, sondern die Wahl obliegt allein dem Spieler. Normalerweise schupft man aber dem Gegner auf der Rechten eine gerade Zahl und dem auf der Linken eine ungerade oder umgekehrt, um das Risiko einer Bombe tiefzuhalten.

### Das erste Ausspiel
Wer nach dem Schupfen die Sonderkarte mit der 1 („Mah Jong“) in der Hand hält, hat das erste Anspielrecht. Und wer immer im Spielverlauf das Anspielrecht hat, der darf nicht nur eine einzelne Karte, sondern gleich mehrere ausspielen – sofern diese eine erlaubte Kombination bilden. Der Mah Jong wird meist gleich zu Beginn gespielt; dies ist aber nicht verpflichtend.

### Erlaubte Kombinationen
Dies sind die möglichen Kombinationen:
| Name          | Beschreibung                                                                                 | Beispiel              |
| ------------- | -------------------------------------------------------------------------------------------- | --------------------- |
| Einzelkarte   | Jede Karte darf einzeln gespielt werden                                                      | 5                     |
| Pärchen       | Zwei Karten gleichen Werts                                                                   | 8-8                   |
| Drilling      | Drei Karten gleichen Werts                                                                   | K-K-K                 |
| Full House    | Pärchen und Drilling, gemeinsam ausgespielt. Beim Stechen entscheidet die Höhe des Drillings | 3-3-8-8-8             |
| Treppe        | Beliebig viele unmittelbar aufeinanderfolgende Pärchen                                       | 6-6-7-7-8-8           |
| Straße        | Mindestens fünf unmittelbar aufeinanderfolgende Karten beliebiger Farben.                    | 7-8-9-10-J-Q          |
| 4er-Bombe     | Vier Karten mit dem gleichen Wert (max. Anzahl)                                              | K-K-K-K               |
| Straßen-Bombe | Straße (mindestens der Länge 5) in der gleichen Farbe                                        | 4-5-6-7-8 (alles rot) |

### Ablauf eines einzelnen Stichs
Nur der zum Stich Anspielende hat die Wahl, welche Art von Kombination er spielen will. Alle darauf folgenden Spieler können dann reihum entweder mit einer gleichartigen, aber höheren Kombination stechen oder passen. „Gleichartig“ schließt bei Treppen und Straßen die Anzahl der Karten ein – man kann also nie ein Pärchen mit einem Drilling stechen, genauso wenig wie eine Straße der Länge 7 mit einer Straße der Länge 8 gestochen werden kann.
Anders als bei den meisten hierzulande gespielten Spielen ist der Stich nicht entschieden, nachdem jeder einmal dran war, sondern erst wenn keiner mehr überstechen will. Es ist also jeder möglicherweise mehrmals an der Reihe, und wer einmal gepasst hat, darf im gleichen Stich später trotzdem noch einstechen.
Haben alle anderen Spieler reihum gepasst, dann nimmt der Spieler, der die letzte (und somit höchstwertige) Kombination gelegt hat, den kompletten Stich an sich (Die Stiche des Teams werden jetzt noch nicht zusammengeworfen) und spielt neu an. Hat er keine Karten mehr, dann wandert das Anspielrecht an den darauffolgenden Spieler (also den zu seiner Rechten) weiter.

### Erster Spieler ohne Handkarten
Ein einzelnes Spiel endet, sobald der dritte seine letzte Karte abgelegt hat. Der letzte Stich geht damit automatisch an ihn – selbst dann, wenn der letzte noch überstechen könnte. Der letzte gibt dann zur Abrechnung alle seine Stiche an den ersten, und alle seine Handkarten an die Gegner.
Wer erster wird, kann also (wenn einer der Gegner letzter wird) noch Punkte für sein Team dazugewinnen oder zumindest (falls sein Partner letzter wird) den Verlust von Punkten ans gegnerische Team verhindern.
Wer rechtzeitig ankündigt, dass er Erster werden will, kann außerdem für sein Team noch Extrapunkte gewinnen:

### Die Spielansage
Die Spielansage heißt „Tichu“ wie das Spiel selbst. Ein Tichu anzusagen bedeutet, dass man als Erster alle Karten loswerden will. Diese Ansage ist immer persönlich: Sie gilt nicht nur wenn einer der Gegner erster wird als verloren, sondern auch, wenn es der eigene Partner ist. Ein gewonnenes Tichu bringt dem Team des Ansagers als Siegprämie 100 zusätzliche Punkte, ein verlorenes wird mit 100 Minuspunkten bestraft.
Eine Spielansage ist spätestens beim Ausspielen der ersten eigenen Karte noch möglich – wenn man vorher immer nur passt, kann das manchmal sehr spät im Spiel sein. Während des Verteilens der Karten – solange man nicht mehr als 8 Karten in der Hand hat – darf man sogar ein „Großes Tichu“ ansagen, bei dem dann 200 Punkte auf dem Spiel stehen. So eine Ansage ist sinnvoll, wenn entweder die ersten acht Karten besonders gut sind, oder das eigene Team weit zurückliegt.

### Weitere Platzierungen
Werden die beiden Spieler eines Teams Erster und Zweiter, dann endet dieses Spiel sofort. Die Zählung der Punkte in den Stichen entfällt, und das erfolgreiche Team bekommt für diesen „Doppelsieg“ 200 Punkte. Die höchste in einem Spiel mögliche Punktzahl ist damit 400 Punkte: Großes Tichu und Doppelsieg.
Wer Zweiter wird, holt also (falls sein Partner Erster war) seinem Team viele Punkte oder verhindert (falls ein Gegner Erster war) einen Doppelsieg der Gegner.
Der Dritte verliert immerhin seine eigenen Stiche nicht an den Ersten (s. o.).
Außerdem holt er die verbliebenen Handkarten des Letzten zur Abrechnung ins eigene Team.
Der Letzte verliert seine Stiche an den Ersten, wenn man also selber Minuspunkte in den erhaltenen Stichen hat (durch den Phönix, s. u.), kann es sinnvoll sein, absichtlich Letzter zu werden, um diese Punkte an den Gegner abgeben zu können. Es ist zu beachten, dass der Letzte alle seine Handkarten an den Gegner abgeben muss.

### Bomben
Bomben sind besonders seltene Kombinationen – vier Karten gleicher Höhe oder Straßen gleichfarbiger Karten – für die besondere Regeln gelten: Sie stechen jede andere Kombination (also z. B. auch ein ansonsten unstechbares Pärchen aus Assen), sie können ihrerseits nur noch durch höhere Bomben überboten werden (dabei zählt zuerst die Anzahl der Karten, bei gleicher Anzahl die höchste Karte), und sie können außer der Reihe gespielt werden – wer eine Bombe werfen will, kann jederzeit „Halt“ rufen, um dafür den laufenden Stich zu unterbrechen. Das Anspielrecht eines Mitspielers kann durch Bomben nicht genommen werden.

### Die Sonderkarten
| Mah Jong | Der Mah Jong (Hanfsperling, benannt nach dem auf der Karte abgebildeten Vogel) ist als einzige vorkommende Eins (die Asse sind ja hoch) die niedrigste Karte im Spiel. Er kann als 1 in eine Straße eingebaut werden, ansonsten darf er nur als Einzelkarte gespielt werden. Sein Besitzer hat das erste Anspielrecht und darf (muss aber nicht) sich einen Kartenwert wünschen (2 bis Ass, keine Sonderkarte). Der Spieler, der in der Spielreihenfolge als Erster regelkonform eine Karte des gewünschten Werts spielen kann, muss diese spielen – selbst wenn er sein Blatt dadurch schwächt. Falls die gewünschte Karte Teil einer Bombe ist und in keiner anderen Kombination mehr ausgespielt werden kann, dann muss die Bombe auch anstandslos gespielt werden – allerdings erst, wenn der Spieler an der Reihe ist. Wird die 1 in einer Straße gespielt und sich eine Karte gewünscht, muss ggf. auch der Phönix genutzt werden, wenn dadurch eine Straße mit der gewünschten Karte gespielt werden kann. Der Phönix muss nicht als die gewünschte Karte benutzt werden. |
| Hund     | Der Hund kann nie in einen bereits laufenden Stich gespielt werden, sondern nur dann, wenn man selbst gerade das Anspielrecht hat. Durch das Ausspielen des Hundes übergibt man das Anspielrecht an seinen Partner. Ist dieser bereits fertig, geht das Anspielrecht in Spielrichtung weiter. Diese Übergabe des Anspielrechts kann nicht abgebombt werden. |

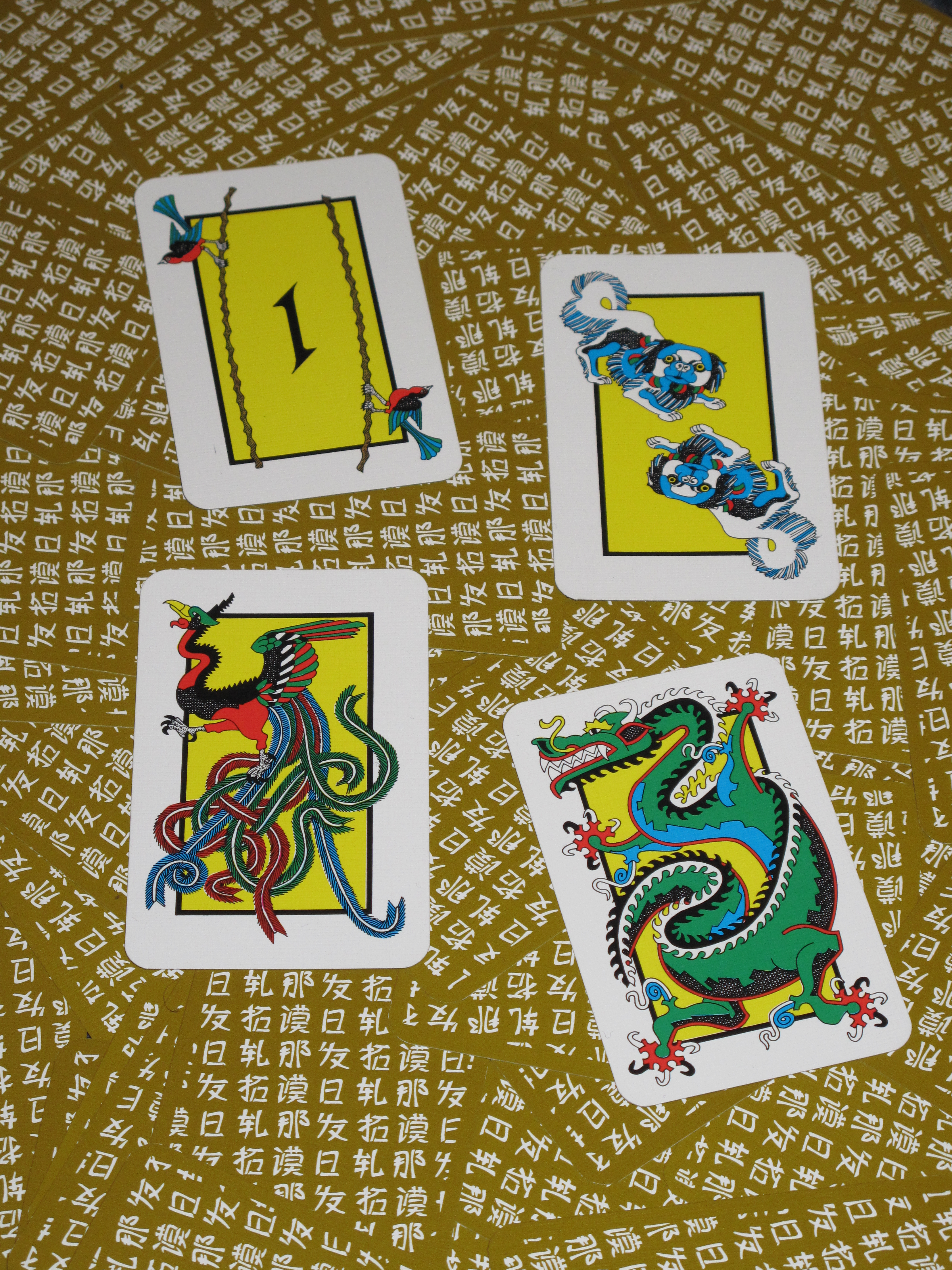
Die Sonderkarten (von links oben im Uhrzeigersinn: Mah Jong, Hund, Drache, Phönix)

| Drache   | Der Drache ist die höchste existierende Karte. Er ist nur als Einzelkarte spielbar, sticht jede andere Einzelkarte und kann nur noch durch Bomben überboten werden. Er ist die zweitwichtigste Karte im Spiel und häufig entscheidend zum Erreichen des ersten Platzes. Dieser Vorteil wird aber ausgeglichen: Der Drache zählt bei der Abrechnung 25 Punkte, und muss – falls er nicht gebombt wird – mit allen Karten im Stich an einen der Gegner verschenkt werden. Geschickterweise versucht man dabei natürlich, den schwächeren der Gegner zu treffen – sollte dieser dann tatsächlich letzter werden, kehren diese Punkte nämlich bei der Abrechnung wieder ins eigene Team zurück. Beendet ein Spieler mit dem Drachen das Spiel (wird also als dritter Spieler seine letzte Karte los), muss er den Stich nicht abgeben, sondern darf den Stich und die Punkte behalten. |
| Phönix   | Der Phönix ist der einzige Joker im Spiel und kann als solcher in Kombinationen jede beliebige fehlende Karte ersetzen; er ersetzt aber keine Sonderkarte, und man kann ihn nicht in Bomben einbauen. Als Einzelkarte gespielt, ist er immer 0,5 höher als die zuletzt gelegte Karte – auf einer 7 liegend kann er also von einer 8 gestochen werden, und er kann sogar noch ein Ass überbieten. Dabei bleibt er zwar unter dem Drachen, aber seine Flexibilität macht ihn zur wichtigsten Karte im Spiel, die oft entscheidet, wer als Erster fertig wird. Um auch diesen Vorteil etwas auszugleichen, zählt er bei der Abrechnung minus 25 Punkte. Wird er als Einzelkarte im Anspiel gespielt, so zählt er 1,5, kann also insbesondere nicht vom Mah Jong geschlagen werden. |

## Varianten

### Tichu Nanjing
Tichu Nanjing ist keine Variante, sondern das in diesem Artikel behandelte Spiel selbst. Den Zusatz „Nanjing“ verwendet man, um es von anderen Varianten zu unterscheiden.

### Tichu Tientsin und Grandseigneur
Tichu Tientsin und Grandseigneur sind die in der offiziellen Regel erwähnten Spielvarianten. Tichu Tientsin ist das gleiche Spiel, angepasst für 2 Teams à 3 Spieler; Grandseigneur ist ein Climbing Game, welche die Kombinationen und Sonderkarten von Tichu verwendet. Beide Varianten sind praktisch bedeutungslos. Das asiatische Zheng Shangyou (chin. Gegen den Strom kämpfen) ähnelt dem Grandseigneur. In Frankreich ist Gang of Four stärker verbreitet, und eine stark vereinfachte Variante dieses Spielprinzips kursiert in Europa unter Namen wie „Arschloch“ bzw. „Der letzte ist immer der Arsch“ oder – als kommerzielle Versionen – „Karrierepoker“ und „Der Große Dalmuti“.

### Trichu
Trichu ist eine schon früh entwickelte Variation für drei Spieler, die inzwischen auch in die offiziellen Regeln aufgenommen wurde.

### Chaos-Tichu
Eine online weit verbreitete Spaß-Variante, bei der beide Teams in jedem Spiel ein großes Tichu ansagen müssen. Die Spieler jedes Teams dürfen sich dazu in knappen Worten, und ohne konkrete Informationen über ihr Blatt zu geben, absprechen.

### Mah Jong in der Straßenbombe
Dies ist keine eigene Spielvariante, sondern eine Sonderregel für das Standardspiel Tichu Nanjing. Bei dieser Sonderregel darf die 1 auch in einer schwarzen Straßenbombe gespielt werden.

### Turnier-Varianten
Bei Turnieren soll jeder Spieler gegen möglichst viele andere spielen können. Um das zu erreichen, wird vielfach das 1000-Punkte-Ziel fallengelassen, und man führt alternative Wertungen ein, z. B. endet dann jede Runde nach vier Spielen und die Paarungen wechseln danach wieder.
Bei der Deutschen Mannschaftsmeisterschaft im Brettspiel wurde eine alternative Zählvariante von Siegpunkten, die den Erfolg, mehr Punkte als der Gegner zu erzielen, stärker betont, eingesetzt. Die Tichupunkte dienten hierbei nur als Tiebreaker.

## DTM – Deutsche Tichu-Meisterschaften
Übersicht der deutschen Meisterschaften. Die DTM startete 1994 unter der Leitung von Claudio Maniglio. Seit 1999 wird sie in Würzburg ausgetragen, zunächst unter der Leitung von André Maack, seit 2003 wird die DTM von der ATP (Association of Tichu Players) ausgerichtet. Seit 2025 findet sie in Düsseldorf statt.
Die Verteilung der Siegpunkte (SP) geschieht wie folgt:
- 3 SP für Team mit Doppelsieg
- 2 SP für Team mit mehr Tichu-Punkten
- 1 SP für beide Teams bei Unentschieden
- 0 SP für Team mit weniger Tichu-Punkten

| Jahr | Ort        | Teilnehmer | Deutscher Meister | Heimatort      | SP | TP   | Name der Tichu-Spieler           |
| ---- | ---------- | ---------- | ----------------- | -------------- | -- | ---- | -------------------------------- |
| 1994 | Dortmund   | 024        | Jochen Maas       | Dortmund       |    |      | Tichuant                         |
| 1995 | Dortmund   |            | Ingo Poen         | Ilsfeld        |    |      | Tichuchen                        |
| 1996 | Dortmund   |            | Götz Glowatzki    | Wangen         |    |      | Tichuwangen                      |
| 1997 | Dortmund   | 101        | Urs Hostettler    | Bern           | 41 | 2070 | Tichuolas                        |
| 1998 | Dortmund   | 107        | Dominik Auer      | Würzburg       | 43 | 2870 | Tichupathen                      |
| 1999 | Würzburg   | 134        | Katharina Leuchs  | Würzburg       | 42 | 2110 | Tichurinas                       |
| 2000 | Würzburg   | 131        | Kerstin Knepper   | Ruhrpott       | 42 | 1750 | Tichombies                       |
| 2001 | Würzburg   | 108        | Thorsten Segner   | Würzburg       | 39 | 2110 | Tichupotter                      |
| 2002 | Würzburg   | 069        | Stephanie Deiss   | Nürnberg       | 42 | 2620 | Tichumächd                       |
| 2003 | Würzburg   | 089        | Thomas Burger     | München        | 42 | 2215 | Tichulogen                       |
| 2004 | Würzburg   | 095        | Alexander Kost    | Idar-Oberstein | 42 | 2505 | Tichunesen                       |
| 2005 | Würzburg   | 123        | Harald Reitberger | Nürnberg       | 42 | 1975 | Tichuhoffs                       |
| 2006 | Würzburg   | 145        | Thomas Burger     | München        | 38 | 2470 | Tichulino                        |
| 2007 | Würzburg   | 120        | Karoline Mair     | München        | 43 | 2505 | Tichuhunde                       |
| 2008 | Würzburg   | 109        | Ralph Querfurth   | Effeltrich     | 43 | 2025 | Tichuphile                       |
| 2009 | Würzburg   | 120        | Jana Schäfer      | Leipzig        | 40 | 2420 | Tischurken                       |
| 2010 | Würzburg   | 128        | Dominik Auer      | Würzburg       | 46 | 2150 | Tichurinhas                      |
| 2011 | Würzburg   | 086        | Tim Lasermann     | Nürnberg       | 42 | 2870 | Tichunatoren                     |
| 2012 | Würzburg   | 076        | Stefan Zengler    | Würzburg       | 38 | 2180 | Tichuzanken                      |
| 2013 | Würzburg   | 102        | Karsten Lenuweit  | Stuttgart      | 42 | 2805 | Tichumaniacs                     |
| 2014 | Würzburg   |            | Jürgen Herzing    | Würzburg       |    |      |                                  |
| 2015 | Würzburg   |            |                   | Würzburg       | 38 |      | Tichulenen                       |
| 2016 | Würzburg   | 094        | Daniel Jüling     | Alsdorf        | 38 | 2055 | Tichuprincen & Tichuprincessinen |
| 2017 | Würzburg   | 088        | Detlev Ebert      | Düsseldorf     | 41 |      | Phoedras (Phoenix und Drache)    |
| 2018 | Würzburg   | 071        | Tim Lasermann     | München        | 46 | 2460 |                                  |
| 2019 | Würzburg   | 060        | Daniel Jüling     | Alsdorf        | 38 |      | Tichuprincen & Tichuprincessinen |
| 2023 | Würzburg   | 53         | Holger Baumann    | Grafenberg     | 37 | 1830 |                                  |
| 2024 | Würzburg   | 53         | Kay Dittrich      |                | 39 | 1875 |                                  |
| 2025 | Düsseldorf | 60         | Bernd Clasen      | Düsseldorf     | 38 | 2275 | Tichulöwen                       |

## Tichu am Computer

### Das Online-Spiel der Brettspielwelt
Die Online-Spieleplattform Brettspielwelt hat wesentlich zur Verbreitung von Tichu in Deutschland beigetragen. Tichu gehört seit über fünf Jahren zu den beliebtesten Spielen der BSW, es finden regelmäßig Online-Turniere in Form von Ligen und Meisterschaften statt.
Für Interessierte gibt es hierbei die Möglichkeit, gespielte Spiele zu protokollieren und mittels verschiedener so genannter Logtools zu betrachten und zu analysieren.

### Das Online-Spiel auf Gravon
Mit Gravon steht eine weitere Online-Plattform zur Verfügung, auf der man kostenlos Tichu spielen kann. Die Benutzeroberfläche auf Gravon ist für Anfänger etwas einfacher zu bedienen. Man kann hier auch die Variante Trichu spielen.

### Tichu gegen den Computer
Für iPhone, iPod Touch und Android wurden Apps veröffentlicht, mit denen man Tichu gegen den Computer spielen kann. Eine relativ gute KI und gleichzeitig die Möglichkeit zu „echtem“ Onlinespiel liefert die App TICHU.ONE.